# Puchar Polski w piłce siatkowej kobiet (1935)
Puchar Polski w piłce siatkowej kobiet 1935 (Puchar PZGS) – 4. sezon rozgrywek o siatkarski Puchar Polski, zwany także zimowymi mistrzostwami Polski. W turnieju mogły wziąć udział drużyny, które zwyciężyły w eliminacjach okręgowych.

## Rozgrywki
Uczestniczące w rozgrywkach drużyny zostały podzielone na dwie grupy, z których do finału kwalifikowały się po dwa zespoły. W grupach i w finale grano systemem każda drużyna z każdą. 
Grupa I: YMCA Kraków, AZS Warszawa, Warta Poznań
 Wyniki grupy I
| Data       | Drużyna 1    | Wynik | Drużyna 2    | Sety              |
| ---------- | ------------ | ----- | ------------ | ----------------- |
| 02.03.1935 | YMCA Kraków  | 2:0   | Warta Poznań | 15:5, 15:11       |
| 02.03.1935 | AZS Warszawa | 2:1   | Warta Poznań | 10:15, 15:2, 15:9 |
| 02.03.1935 | AZS Warszawa | 2:0   | YMCA Kraków  | 15:5 15:13        |

Grupa II: AZS Wilno, AZS Lwów HKS Łódź, Sokól Grudziądz
 Wyniki grupy II 
| Data       | Drużyna 1 | Wynik | Drużyna 2       | Sety                |
| ---------- | --------- | ----- | --------------- | ------------------- |
| 02.03.1935 | AZS Lwów  | 2:1   | AZS Wilno       | 16:14, 8:15, 15:8   |
| 02.03.1935 | HKS Łódź  | 2:1   | Sokół Grudziądz | 15:13, 12:15, 15:8  |
|            |           |       |                 |                     |
| 02.03.1935 | HKS Łódź  | 2:0   | AZS Wilno       | 15:13, 15:12        |
| 02.03.1935 | AZS Lwów  | 2:1   | Sokół Grudziądz | 11:15, 15:11, 15:10 |
|            |           |       |                 |                     |
| 02.03.1935 | HKS Łódź  | 2:0   | AZS Lwów        | 16:14, 19:17        |
| 02.03.1935 | AZS Wilno | 2:0   | Sokół Grudziądz | 15:2, 15:12         |

 Wyniki fazy finałowej 
| Data       | Drużyna 1     | Wynik | Drużyna 2   | Sety               |
| ---------- | ------------- | ----- | ----------- | ------------------ |
| 03.03.1935 | HKS Łódź      | 2:1   | YMCA Kraków | 15:10, 12:15, 15:3 |
| 03.03.1935 | YMCA Kraków   | 2:0   | AZS Lwów    | 15:11, 15:9        |
|            |               |       |             |                    |
| 03.03.1935 | AZS Warszawa  | 2:0   | AZS Wilno   | 15:8, 15:13        |
| 03.03.1935 | AZS Warszawa  | 2:0   | YMCA Kraków | 15:2, 15:5         |
|            |               |       |             |                    |
| 03.03.1935 | AZS Lwów      | 2:0   | HKS Łódź    | 16:14 15:12        |
| 03.03.1935 | AZS Warszawao | 2:1   | AZS Lwów    | 15:9, 13:15, 15:9  |

Mecz o 5 miejsce
| Data       | Drużyna 1 | Wynik | Drużyna 2    | Sety       |
| ---------- | --------- | ----- | ------------ | ---------- |
| 03.03.1935 | AZS Wilno | 2:0   | Warta Poznań | 15:9, 15:2 |

## Skład zdobywcy pucharu Polski
- AZS Warszawa: Irena Brzustowska, Barbara Stefańska, Irena Jaśnikowska, Alicja Piotrowska, Edyta Holfeier, Zdzisława Wiszniewska, Maria Włastelica, Halina Bruszkiewicz.

## Klasyfikacja końcowa
| Miejsce | Drużyna         |
| ------- | --------------- |
| złoto   | AZS Warszawa    |
| 2.      | AZS Lwów        |
| 3.      | YMCA Kraków     |
| 4.      | HKS Łódź        |
| 5.      | AZS Wilno       |
| 6.      | Warta Poznań    |
| 7.      | Sokół Grudziądz |